# Szamosdob
Szamosdob (románul: Doba) falu Romániában, Szatmár megyében.

## Fekvése
Szatmármegyében, Szatmárnémetitől délnyugatra található település.

## Története
Szamosdob falut a 15. században csak Dob néven nevezték. A település azonban 1241-ben, a tatárjáráskor teljesen elpusztult.
V. István király Balkán-Dob határát Apor comesnek adományozta, és ő lett az új megalapítója.
1332-ben a település már egyházas hely volt, s feljegyezték, hogy papja 20, majd 1333-ban 40 dénárt fizetett pápai adó címén.
1391-ben ecsedi Báthori István és fivére, Báthori Benedek kapták meg, s ők voltak urai két évszázadon át.
1595-ben ecsedi Báthori István országbíró Lőrinczfy Gáspárnak és Bagossy Pálnak adott itt birtokrészt.
1609-ben Báthory István Szénási Mihálynak és végrendeletében Ankreiter Mihálynak és 16 nemes társának adott itt részeket.
1626-ban a település Kis puszta nevű része Nyáry Benedeké volt, később azonban az ecsedi uradalom-hoz tartozott, s a szatmári béke után azzal együtt kapta meg gróf Károlyi Sándor, majd 1777-ben gróf Károlyi Antal, de a Bagossy, Bánffy, Zanathy és Götz családoknak is volt itt részbirtokuk az 1800-as évek közepéig.
Az 1900-as évek elején gróf Károlyi Mihály-nak van benne nagyobb részbirtoka.
A falu a Szamos áradásaitól sokat szenvedett, a 20. század elejére már a harmadik helyen fekszik.
A település határában van Újmajor, s a falun keresztülfolyik a Balkány patak is.
Gilvács felőli határa táján feküdt a középkorban Tagy falu is, mely egykor a Bagossy család birtokaként népes település volt, a falunak kastélya is lehetett, mert ennek romjai még 1810-ben is látszottak.
1353-ban Taagh néven volt említve. A település földesurai a Bagossyak, Drágfyak és a Báthori-család voltak. Mára nevét már csak dűlőnév tartja fenn az emlékezetnek.

## Nevezetességei
- Református templom – 1896-ban épült fel a régi helyére.
- Görögkatolikus templom – 1854-ben készült el.